# 天然寺 (文京区)
天然寺（てんねんじ）は、東京都文京区にある浄土宗の寺院。

## 歴史
寛永3年（1626年）、然蓮社天誉秀公によって開山された。「天然寺」という寺号は、開山の然蓮社天誉秀公が由来である。天誉秀公は『蓮門精舎旧詞』という古文書から、地元の高木家の出身とみられている。開基の平井直衛は、村上藩藩主堀直寄の家臣の家の出である。
当寺の檀家には、那須アルミニューム器具製造所（日本軽金属の前身会社）の創業者で関東大震災の際に本所区両国の陸軍被服本廠跡地で焼死した那須鉄之助夫妻などがいた。夫妻の墓所は多磨霊園の6区1種8側にある。

## 交通アクセス
- 本駒込駅より徒歩7分（経路案内）。